# Enrico di Scozia
Enrico di Scozia (in inglese: Henry of Scotland, in gaelico: Eanric mac Dabíd; 1114 – 12 giugno 1152) era l'erede al trono d'Alba.
Fu anche Earl di Northumbria e conte di Huntingdon,
Era il figlio del re Davide I di Scozia e di Maud di Northumbria. I suoi nonni materni erano Waltheof, conte di Northumbria e di Huntingdon, (decapitato nel 1075) e la moglie di questi Judith di Lens.
Enrico prese il nome da suo zio, re Enrico I d'Inghilterra. Ebbe tre figli, due dei quali divennero re di Scozia, e un terzo i cui discendenti ebbero comunque ruoli importanti nelle vicende successive della casa reale scozzese. Ebbe anche tre figlie.
Il figlio maggiore divenne re di Scozia con il nome di Malcolm IV nel 1153. Il secondo figlio di Enrico divenne re nel 1165, alla morte del fratello, e regnò come Guglielmo I. Entrambi ereditarono a turno il titolo di conte di Huntingdon. Anche il terzo figlio, Davide divenne l'ottavo conte di Huntingdon. Da questo ottavo conte dichiarano di discendere tutti i re di Scozia succeduti a Margherita di Scozia.
Alla morte di Enrico i suoi titoli passarono al fratellastro da parte materna, Simon II de Senlis.

## Famiglia
Enrico sposò Ada de Warenne, figlia di Guglielmo II di Varenne (†; 1138), e di Elisabetta di Vermandois, che era la figlia di Ugo I di Vermandois, il grande.
- Ada di Scozia (1139 – 1206), sposò il 1161, Fiorenzo III d'Olanda.
- Margherita di Huntingdon (1140 – 1201)
  - sposò [1] in 1160 Conan IV di Bretagna, (†; 1171)
  - sposò [2] Humphrey de Bohun, conte di Hereford.
- Malcolm IV di Scozia.
- Guglielmo I di Scozia.
- Davide di Scozia 8º conte di Huntingdon.
- Matilda di Huntingdon, nata e morta nel 1152.
- Marjorie di Huntingdon, sposò Gille Críst di Angus.

## Ascendenza
|                                |                              |                           | Genitori                 |  |  | Nonni |  |  | Bisnonni           |  |  | Trisnonni         |  |
|                                |                              |                           |                          |  |  |       |  |  | Duncan I di Scozia |  |  | Crinán di Dunkeld |  |
|                                |                              |                           |                          |  |  |       |  |  | Duncan I di Scozia |  |  | Crinán di Dunkeld |  |
|                                |                              | Bethóc di Scozia          |                          |  |  |       |  |  | Duncan I di Scozia |  |  |                   |  |
| Malcolm III di Scozia          |                              |                           |                          |  |  |       |  |  | Duncan I di Scozia |  |  |                   |  |
|                                |                              | Suthen                    | …                        |  |  |       |  |  |                    |  |  |                   |  |
|                                |                              | Suthen                    | …                        |  |  |       |  |  |                    |  |  |                   |  |
|                                |                              | Suthen                    | …                        |  |  |       |  |  |                    |  |  |                   |  |
| Davide I di Scozia             |                              | Suthen                    |                          |  |  |       |  |  |                    |  |  |                   |  |
|                                |                              | Edoardo l'esiliato        | Edmondo II d'Inghilterra |  |  |       |  |  |                    |  |  |                   |  |
|                                |                              | Edoardo l'esiliato        | Edmondo II d'Inghilterra |  |  |       |  |  |                    |  |  |                   |  |
|                                |                              | Edoardo l'esiliato        | Ealdgyth                 |  |  |       |  |  |                    |  |  |                   |  |
| Margaret di Scozia             |                              | Edoardo l'esiliato        |                          |  |  |       |  |  |                    |  |  |                   |  |
|                                |                              | Agata di Kiev             | …                        |  |  |       |  |  |                    |  |  |                   |  |
|                                |                              | Agata di Kiev             | …                        |  |  |       |  |  |                    |  |  |                   |  |
|                                |                              | Agata di Kiev             | …                        |  |  |       |  |  |                    |  |  |                   |  |
| Enrico di Scozia               |                              | Agata di Kiev             |                          |  |  |       |  |  |                    |  |  |                   |  |
|                                | Siward, conte di Northumbria | …                         |                          |  |  |       |  |  |                    |  |  |                   |  |
|                                | Siward, conte di Northumbria | …                         |                          |  |  |       |  |  |                    |  |  |                   |  |
|                                | Siward, conte di Northumbria | …                         |                          |  |  |       |  |  |                    |  |  |                   |  |
| Waltheof, conte di Northumbria | Siward, conte di Northumbria |                           |                          |  |  |       |  |  |                    |  |  |                   |  |
|                                |                              | Ælfflæd di Bernicia       | …                        |  |  |       |  |  |                    |  |  |                   |  |
|                                |                              | Ælfflæd di Bernicia       | …                        |  |  |       |  |  |                    |  |  |                   |  |
|                                |                              | Ælfflæd di Bernicia       | …                        |  |  |       |  |  |                    |  |  |                   |  |
| Maud di Northumbria            |                              | Ælfflæd di Bernicia       |                          |  |  |       |  |  |                    |  |  |                   |  |
|                                |                              | Lambert, II conte di Lens | …                        |  |  |       |  |  |                    |  |  |                   |  |
|                                |                              | Lambert, II conte di Lens | …                        |  |  |       |  |  |                    |  |  |                   |  |
|                                |                              | Lambert, II conte di Lens | …                        |  |  |       |  |  |                    |  |  |                   |  |
| Judith di Lens                 |                              | Lambert, II conte di Lens |                          |  |  |       |  |  |                    |  |  |                   |  |
|                                |                              | Adelaide di Normandia     | Roberto I di Normandia   |  |  |       |  |  |                    |  |  |                   |  |
|                                |                              | Adelaide di Normandia     | Roberto I di Normandia   |  |  |       |  |  |                    |  |  |                   |  |
|                                |                              | Adelaide di Normandia     | …                        |  |  |       |  |  |                    |  |  |                   |  |
|                                |                              | Adelaide di Normandia     |                          |  |  |       |  |  |                    |  |  |                   |  |